# Константа Ландау — Рамануджана
В математике Константа Ландау — Рамануджана является результатом теории чисел о плотности сумм двух квадратов целых чисел на числовой оси. Эта теорема была доказана независимо Эдмундом Ландау и Сринивасой Рамануджаном.

## Теорема о плотности сумм двух квадратов
Если {\displaystyle N(x)} - число целых на отрезке {\displaystyle [1,\;x]}, которые являются суммой двух квадратов целых чисел, то
{\displaystyle N(x)={\frac {Cx}{\sqrt {\ln(x)}}}(1+o(1)),}
где {\displaystyle C} — константа пропорциональности Ландау — Рамануджана:
{\displaystyle C=\lim _{x\to \infty }{\frac {N(x){\sqrt {\ln(x)}}}{x}}\approx 0{,}764\;223\;653\;589\;220\;662\;990\;698\;731\;25.}

## Точность приближения целого суммой двух квадратов
Из теоремы Ландау — Рамануджана следует, что при растущем {\displaystyle x} средняя ошибка приближения целого числа из интервала от 1 до {\displaystyle x} суммой двух квадратов целых чисел не менее {\displaystyle {\frac {\sqrt {\ln(x)}}{2C}}(1+o(1))}. Известная сегодня (2013) тривиальная оценка ошибки такого приближения сверху существенно больше — {\displaystyle O(x^{1/4})}. Со времен Эйлера существует гипотеза о том, что
{\displaystyle \min _{u,\;w\in \mathbb {Z} }|x-u^{2}-w^{2}|\leqslant x^{\varepsilon },}
где {\displaystyle \varepsilon >0,\;\varepsilon } — любое, {\displaystyle x\geqslant x_{1}(\varepsilon )}. 
Данная задача является обобщением проблемы Варинга.

## Критерий возможности точного представления
Число {\displaystyle a} представимо в виде {\displaystyle s^{2}+t^{2}=a} ({\displaystyle s} и {\displaystyle t} - целые) тогда и только тогда, когда все простые числа вида {\displaystyle 4k+3} входят в каноническое разложение числа с чётной степенью.
Этот результат впервые был получен Ферма, а доказан Эйлером.